# Regne de Galícia
El regne de Galícia o regne de Galiza (gallec) designa dues entitats polítiques diferents ubicades al nord-oest de la península Ibèrica. La més antiga d'aquestes va ser creada pels sueus, poble de llengua germànica que va irrompre a l'Imperi Romà d'Occident el 406 i va constituir un estat a la província romana de Gallaecia. Aquest regne va ser annexionat pels visigots l'any 584.
El segon regne de Galícia es va crear el 910, després de la caiguda dels visigots, de la invasió musulmana i de la formació del regne d'Astúries. A la mort d'Alfons III, el regne d'Astúries es va dividir, i Galícia li va pertocar al seu fill Ordoni I de Galícia. A partir d'aquest moment, es van alternar èpoques en què Galícia gaudia d'un rei privatiu amb altres en què depenia del rei de Lleó, malgrat que la noblesa gallega hi actuava sempre amb actitud independent. L'any 1128, la zona meridional, el comtat de Portugal, es desvinculà de la corona de Castella i, per tant, de la resta de Galícia. Malgrat que ja sense reis privatius, el regne de Galícia continuà existint de manera formal fins al 1833.

## Territori i concepte
Per destacats autors coetanis, a la fi de la dominació romana, Galícia va experimentar una transformació, ja que passà de ser una província romana a ser un regne dels sueus. L'extensió territorial de Galícia, en aquells moments, tenia unes proporcions molt més grans que les actuals, els límits de les quals van romandre pràcticament intactes fins al segle xii, moment en què Portugal deixà de pertànyer a Galícia, i Lleó cobrà personalitat pròpia.
El territori de Galícia, en aquesta època (segles IV-V dC), el trobem detallat per nombrosos autors de l'època; així, l'historiador i teòleg galaicoromà, Paulo Orosio, al començament del segle v, en la seva obra Historiarum, explica que Cantabri et Astures Gallaecie provinciae portio sunt [1], és a dir, càntabres i asturs formen part de la província de Galícia, idea que el cronista de Braga Hidaci reflecteix de la mateixa manera en la seva Cronicon a mitjan segle v, on denomina Campus Gallaeciae (camps de Galícia) a la gran chaira coneguda avui com a Terra de Camps, en l'actual Castella i Lleó. Posteriors autors* com sant Isidoro, al segle vii, continuen recalcant l'extensió de Galícia, ja sota el domini visigot; així, en la seva obra Etymologiae, matisa que "Astúries i Cantàbria són regions situades a Galícia".
Els autors posen en relleu la polisèmia del concepte. D'una banda, Galícia era una regió àmplia, una província romana que incloïa el territori comprès entre Fisterra fins a l'actual La Rioja, on es trobaven galaics, asturians, cantàbrics, vacceos i altres pobles; i d'altra, la Galícia pròpiament dita, el territori que no se sent ni asturià ni cantàbric estava habitat expressament pels galaics, fet que li donaria el nom a tot el nord-oest peninsular fins al segle xii.
Amb l'arribada dels sueus des de centreeuropa l'any 411 dC, Galícia deixa de ser una província romana (Gallaecia), per convertir-se en un regne amb capital a Braga; un regne que els sueus intentaran fer créixer, incorporant el seu domini i de manera permanent, bona part de la província romana de Lusitània, arribant a apoderar-se, temporalment, de la capital, Emerita Augusta (Mèrida), que, finalment, és abandonada.
Després de la batalla de Vogladum, de l'any 507, els visigots són expulsats de la Gàl·lia (agas de la Septimània) pels exèrcits francs que liderava el rei Clovis I. Després del segle vi, el nom d'Espanya (Hispània) va perdre el significat geogràfic que posseïa fins aleshores, per adquirir-ne un d'altre d'índole política: el de designar el territori governat pels visigots. Així, fins i tot, Galícia (Gallaecia) va assumir de la mateixa manera aquest concepte, el territori governat pels reis sueus. La península Ibèrica quedava repartida, així, en dues entitats administratives, Hispània (Espanya) i Gallaecia (Galícia), i es mantingueren així durant més de cinc segles.
Al començament del segle xii, l'àmplia Galícia comença a fragmentar-se, decisivament l'any 1108, amb la independència de Portugal, que acabarà per excloure Lleó (amb Astúries i Extremadura) i la Castella de l'antiga demarcació gallega, i esdevindran regnes propis en un lent procés de particularització. A final del segle xii, Galícia, Lleó, Castella i Portugal ja són regnes diferents amb personalitat pròpia.

## El regne sueu, 410-584

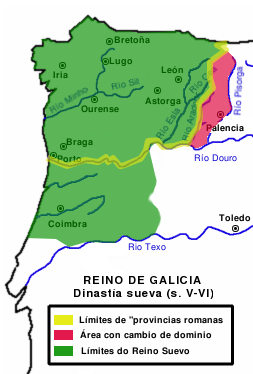
Regne sueu

El regne sueu de Galícia va existir entre els anys 410 i 584, i sembla que gaudí d'un govern relativament estable durant la major part del temps. L'historiador José Antonio López Silva, traductor de les cròniques d'Hidaci, la font escrita més important d'aquest període, opina que la part essencial de la cultura gallega es va establir en aquesta etapa, quan es van barrejar la cultura gallegoromana i la sueva.
En un principi, a la Gallaecia, juntament amb el poble sueu, entraren els vàndals asdings, i hagueren de lluitar pel territori. Es va produir la victòria d'Hermeric, dels sueus, sobre Gunderic, dels vàndals, que van fugir cap a la Baetica, on s'havien establert els vàndals silings.
El nombre d'invasors sueus s'estima en menys de 30.000 persones, instal·lades principalment a les zones de Braga (Bracara Augusta), Porto, Lugo (Lucus Augusta) i Astorga (Asturica Augusta). La ciutat de Braga n'esdevingué la capital, ja que, fins al moment, ho havia sigut de la província romana de Gallaecia, regió que s'estenia fins al riu Duero i Àvila. El 438, Hermeric ratificà la pau amb els galaics i abdicà en favor del seu fill Requila.
El 448, Requila va morir, i deixà un estat en expansió al seu fill Requiari, que va imposar la seva fe catòlica a la població sueva. El 456, Requiari va morir i aparegueren alguns candidats al tron, agrupats en dues faccions. Es produeix una divisió marcada pel riu Minius (Miño), probablement a conseqüència de l'enfrontament entre les dues tribus, quades i marcomans, que constituïen la nació sueva de la península Ibèrica.
Es van produir xocs ocasionals amb els visigots, que havien arribat a la península Ibèrica el 416 i en dominaven la major part, però el regne sueu de Galícia va mantenir la seva independència fins al 584, quan el rei Leovigild, amb el pretext dels conflictes successius, va envair el regne sueu i els derrotà. Andeca, últim rei sueu, fou forçat a exiliar-se fins que s'entregà el 585. Amb el seu lliurament, el regne sueu va ser absorbit pel regne visigòtic.
Per a una història més detallada, vegeu: Regne dels sueus.

### Reis sueus de Galícia
- 409-438: Hermeric I
- 438-448: Requila, fill de l'anterior
- 448-456: Requiari

divisió del regne en dues parts
- 456-457: Aguiulf, zona sud
- 456-457: Frantan, zona nord
- 457-459: Maldras, zona sud
- 459-463: Requismund, zona nord
- 459-463: Frumari, zona sud
- 459-469: Remismon, unió del reialme el 463
- 469-550: interregne, tan sols s'hi coneix el nom del rei Teodemund
- 550-559: Carriaric
- 559-570: Teodomir
- 570-583: Miro de Galícia
- 583-584: Euric
- 584-585: Andeca

conquesta visigoda el 585

## LaGallaeciavisigòtica
L'any 585, Leovigild, rei visigot d'Hispània i Septimània, aconsegueix rematar la independència política que els reis sueus havien mantingut a Galícia des de l'any 409, derrotant l'últim rei sueu, Andeca. D'aquesta manera, el territori de l'anomenada llavors Gallaecia passa a formar part de l'òrbita de poder de Toledo, des d'on els monarques visigots exercien el seu poder després de ser expulsats de la Gàl·lia pels francs. El període de govern visigot a Galícia no va suposar cap canvi brusc amb relació a èpoques passades, de manera que l'excepció de les diòcesis situades a la Lusitània, les diòcesis gallegues, van seguir desenvolupant la seva activitat amb notable normalitat, i s'hi van mantenir actives les diòcesis de Braga, Porto, Tui, Iria, Britonia, Lugo, Ourense, Astorga, Coimbra, Lamego, Viseu i Idanha.
L'organització territorial heretada de segles anteriors no hi varia i, fins i tot, les elits culturals, religioses, així com els aristòcrates, van acceptar els nous monarques, que, si bé tenien la cort a Toledo, assumien el control polític de tres antics regnes: Hispania, Septimania i Gallaecia, de manera que, en els concilis religiosos com el realitzat a Toledo l'any 589, estaven presents episcoporum totius Hispaniae, Galliae et Gallaetiae és a dir, bisbes de tota Hispania, Gallia i Gallaecia. Aquesta concepció tripartida es troba al llarg del govern visigot des de l'any 585, diferenciant mitjançant diverses fórmules les tres entitats visigòtiques en els documents com; moris Spanie, Gallie, Gallecie [8] o Spaniae et Galliae vel Gallitiae [9] entre d'altres. Destaca, en aquest context, la figura de san Fructuoso, bisbe galaic d'ascendència visigòtica, famós per les nombroses fundacions dutes a terme per ell en tot l'occident peninsular, gairebé sempre en llocs amagats a les muntanyes, i fins i tot illes, i cèlebre per la seva austeritat.
La cosa certa és que les últimes dècades de la monarquia visigòtica van ser de marcada decadència, a causa en bona part a la reducció del comerç i una important reducció de la circulació monetària, conseqüència directa de la imposició del poder musulmà a principis del segle viii pel Mediterrani sud. La Gallaecia es veurà afectada per les mateixes pautes. Fou en aquest moment quan san Fructuoso va denunciar un estat generalitzat de reculada cultural, pèrdua de la dinàmica de temps endarrere, i de seguida es va manifestar un cert grau de descontentament en l'alt clergat galaic. Així, en el X Concili de Toledo, l'any 656, Fructuoso, que pertanyia a cercles de poder visigots, va assumir el poder metropolità de Braga, amb la prèvia renúncia del seu titular Potamio, qui, a més, reconeixia explícitament la crisi de la vida eclesiàstica. En la mateixa ocasió, els que estaven reunits allí anul·laven el testament deixat pel bisbe Recimiro de Dumio, car en aquest donava les riqueses de la diòcesi-convent als pobres.
La crisi final visigòtica remuntaria el regnat d'Égica. Aquest monarca va declarar hereu el seu fill Vítiza i ja en vida el va associar al tron, l'any 698, malgrat que la llei visigòtica obligava l'elecció d'un nou rei i no la transmissió hereditària. Aquesta associació va consistir a lliurar-li el govern de la Gallaecia, i hi exercí com a rei amb capital a Tui. Vítiza va ser rei de la Gallaecia, si més no fins a la mort del seu pare, fet que suposa una nova situació en aquesta etapa final i conflictiva de la monarquia visigòtica, i evidencia l'activitat política que Galícia conservava, cent anys després de la fi de la monarquia sueva. L'any 702, amb la mort d'Égica, Vítiza assumeix també el govern d'Hispània, traslladant-lo a Toledo, on governaria fins a l'any 710. Després de la seva mort, un sector aristòcrata visigot va impedir la pujada al tron del seu fill Àquila II, i hi imposà per força Roderic, la qual cosa va suposar un irresoluble conflicte civil entre els seus partidaris i els dels fills de Vítiza. Serà l'any 711 quan els enemics de Roderic assoleixin que un exèrcit musulmà creui l'estret de Gibraltar i presenti la batalla a Roderic a Guadalete, on aquest és derrotat, fita que marca la fi del govern visigot a Hispania, i que tindrà una transcendència històrica total per a les dues restants entitats polítiques: Gallaecia i Septimània.
L'any 715, Abd al-Aziz ibn Musa pren per esposa la vídua de Roderic, anomenada Exilona, titulada reginam Spanie [10], confirmant-ne la continuïtat dinàstica, transferida així legítimament al governador musulmà. Amb aquest fet, els governants musulmans es van considerar políticament continuadors de l'anterior estat i van assumir els atributs detinguts abans de nomenar-los reis visigots de Toledo. D'aquesta manera, amb la conquesta de tota Spania pels musulmans, a l'altre costat de les seves fronteres, els emirs cordovesos serien coneguts amb el títol de rex Spanie. A partir d'aquest moment, comença una nova concepció geogràfica, car Espanya va ser el nom amb el qual es designà el territori musulmà, i Galícia, el territori cristià. Així, l'historiador Al-Maqqari deixa clara l'extensió del domini musulmà en referir-se a la conquesta de començaments del segle viii:
"No va quedar lloc sense dominar a Al-Andalus; s'hi exceptua el país de Galícia".

## Regne de Galícia i Portugal
El regne de Galícia i de Portugal va ser format el 1065 després que el comtat de Portugal declarés la seva independència a la mort de Ferran I de Castella. El 1063, Ferran havia dividit el seu regne entre els seus fills, i fou Galícia assignada a Garcia I.
El comte de Portugal, Nuno Mendes, va aprofitar-se de la tensió interna per la guerra civil entre els fills de Ferran, i finalment es va declarar independent. No obstant això, el 1071, el rei Garcia II el va derrotar i el va matar a la batalla de Pedroso, s'hi annexà el territori i agregà el títol del rei de Portugal als seus anteriors. El 1072, el seu germà Sanç II de Castella el va derrotar i hagué de fugir de Galícia.
Després de l'assassinat de Sanç II, Alfons VI de Lleó, el tercer germà, va empresonar Garcia per a la resta de la seva vida, i es proclamà rei de Galícia i de Portugal. A partir d'aquell moment, Galícia fou part del Regne de Lleó, encara que tingué certes quotes de govern autònom.